# Озеро (Свердловская область)
Озеро — посёлок в Свердловской области, входящий в муниципальное образование город Алапаевск. 

## Географическое положение
Посёлок Озеро муниципального образования «муниципальное образование город Алапаевск» Свердловской области расположён в 20 километрах (по автодороге в 32 километрах) к юго-западу от административного центра — города Алапаевск, в лесной местности, на серверном берегу озера Сусанское. В  советское время проходила узкоколейная железная дорога и имелась железнодорожная станция. Входит в состав территориальной администрации посёлка Асбестовский.

## Население
| 2002 | 2010 |
| ---- | ---- |
| 59   | ↘52  |